# Тагере Мафі
Тагере Мафі (англ. Tahereh Mafi, нар. 9 листопада 1988) — американська письменниця іранського походження. Авторка підліткової літератури. Відома серією книг-антиутопій «Знищ мене», яка ввійшла до списку бестселерів «Нью-Йорк Таймс».

## Біографія
Мафі народилася у маленькому містечку в Коннектикуті. Була наймолодшою дитино у сім'ї (має чотирьох братів). Батьки Мафі — емігранти з Ірану. Коли їй виповнилося дванадцять, вона разом із сім'єю переїхала до Північної Каліфорнії, а в чотирнадцять років — до Оренджа (Каліфорнія).
Після закінчення школи в Ірвайні, Мафі вступила до Американського університету Сока, що в Алісо В'єхо, Каліфорнія. Тією чи іншою мірою, володіє восьма мовами. Протягом одного семестру коледжу навчалася закордоном — в Барселоні, Іспанія. Під час цієї подорожі, вона мала можливість повністю зануритись в іспанську мову.
Мафі стверджує, що створила п'ять рукописів, перш ніж зрозуміла як пишеться книга та написала свій перший роман.
ЇЇ перший роман — «Знищ мене» — опублікований 15 листопада 2011 року. З того часу, опубліковано ще два романи серії — «Розгадай мене» (5 лютого 2013) та «Запали мене» (4 лютого 2014).Вона також написала три повісті (вийшли в електронному варіанті) — «Руйнуй мене», «Ламай мене» та «З'єднай мене». Права на екранізацію «Знищ мене» викупила кінокомпанія «Двадцяте сторіччя фокс». 2017 року стало відомо, що письменниця планує видати четверту книгу серії під назвою «Віднови мене».
В серпні 2016 року вийшла нова книга письменниці — «Щобільше», яка розповідає про те, як бліда дівчинка живе у світі величних кольорів та магії, з якими не має нічого спільного. У листопаді 2017 року світ побачила ще одна книга письменниці — «Вічьвуд».

## Особисте життя
Живе в Ірвайні, Каліфорнія, де й продовжує писати. 2013 року вийшла заміж за письменника Ренсома Ріггза. 30 травня 2017 року у них народилася донька, Лейла.

### Серія «Знищ мене»
- «Знищ мене» (англ. Shatter Me, 2011)
- «Розгадай мене» (англ. Unravel Me, 2013)
- «Розпали мене» (англ. Ignite Me, 2014)
- «Віднови мене» (англ. Restore Me, 2018)
- «Здолай мене»(англ. Dery Me, 2019)
- «Уяви мене» (англ. Imagine Me, 2020)

#### Повісті
- «Руйнуй мене» (англ. Destroy Me, 2012)
- «Ламай мене» (англ. Fracture Me, 2013)
- «Відзеркаль мене» (англ. Shadow Me, 2019)
- «Відкрий мене» (англ. Reveal  Me, 2019)
- «Повірь мені» (англ. Believe Me, 2021)

#### Збірки
- «З'єднай мене» (англ. Unite Me, 2014) - «Руйнуй мене» та «Ламай мене» в паперовому форматі
- «Відшукай мене» (англ. Find Me, 2019) - «Відзеркаль мене» та «Відкрий мене» в паперовому форматі

### Серія «Це зіткане королівство»
- «Це зіткане королівство» (англ. This Woven Kingdom, 2022)
- «Ці нерозривні зв'язки» (англ. These Infinite Threads, 2023)
- «Уся ця спотворена слава» (англ. All This Twisted Glory, 2024)

### Інші
- «Щобільше» (англ. Furthermore, 2016)
- «Вічьвуд» (англ. Whichwood, листопад 2017)
- «Дуже великий простір моря» (англ. A Very Large Expanse of Sea, 2018)

## Переклади українською

### Серія «Знищ мене»
- Тагере Мафі. Знищ мене. — Х. : КСД, 2018. — 256 с. — ISBN 9786171247765. Переклала Вікторія Зенгва
- Тагере Мафі. Знищ мене. — Х. : КСД, 2024. — 256 с. — ISBN 9786171505032. Переклала Вікторія Зенгва
- Тагере Мафі. Розгадай мене. — Х. : КСД, 2024. — 384 с. — ISBN 9786171505049. Переклала Вікторія Зенгва
- Тагере Мафі. Розпали мене. — Х. : КСД, 2024. — 336 с. — ISBN 9786171506480. Переклала Тетяна Заволоко
- Тагере Мафі. Віднови мене. — Х. : КСД, 2024. — 288 с. — ISBN 978-617-15-0804-0. Переклала Тетяна Заволоко
- Тагере Мафі. Здолай мене. — Х. : КСД, 2024. — 256 с. — ISBN 978-617-15-1102-6. Переклала Тетяна Заволоко

### Серія «Це зіткане королівство»
- Тагере Мафі. Це зіткане королівство. — Х. : КСД, 2024. — 400 с. — ISBN 978-617-15-0805-7. Переклала Анастасія Плахотня
- Тагере Мафі. Ці нерозривні зв'язки. — Х. : КСД, 2024. — 336 с. — ISBN 978-617-15-1154-5. Переклала Марія Волкова